# Куно II фон Фалькенштейн
Куно (Конрад) II фон Фалькенштейн (Kuno II. von Falkenstein) (ок.1320 — 21 мая 1388) — курфюрст-архиепископ Трира (1362—1388).
Сын Филиппа IV фон Фалькенштейна и Иоганны фон Саарверден.
В 1348—1354 гг. пробст в Майнце.
С 4 апреля 1360 года коадъютор трирского архиепископа Боэмунда II фон Саарбрюккена. После его смерти с 27 мая 1362 года — архиепископ и курфюрст Трира.
Одновременно с 1366 по 1370 год коадъютор в архиепископстве Кёльн. При его поддержке в 1371 году архиепископом Кёльна избран двоюродный племянник — Фридрих III фон Саарверден.
Во время схизмы поддерживал папу Урбана VI. За 26 лет правления значительно расширил светские владения своего диоцеза.
В начале 1388 года сложил архиепископский сан, уступив его своему внучатому племяннику Вернеру фон Фалькенштейну, и вскоре после этого умер. Похоронен в Кобленце, куда перенёс свою резиденцию.
Организовал чеканку золотых гульденов в Кобленце и других городах.